# Pico do Areeiro
Pour les articles homonymes, voir Areeiro.
Le Pico do Areeiro (souvent appelé Pico do Arieiro, bien qu'il ne s'agisse pas de l'orthographe correcte) culmine à 1 818 mètres et forme le troisième sommet de l'île de Madère après le Pico Ruivo et le Pico das Torres. Sa hauteur de culminance  permet, par ciel dégagé, une vue panoramique sur la côte nord et la côte sud de l'île. On peut notamment voir la pointe Saint-Laurent.

## Géologie
Le Pico do Areeiro fait partie d'un complexe pyroclastique et de dykes basaltiques inclinés dans différentes direction et résistant à l'érosion. L'ensemble date du Pliocène, entre 5,3 et 3,6 millions d'années.

## Accès
Le pic est accessible par une route sinueuse et dispose d'un parking à proximité. Un restaurant et un magasin de souvenirs s'y trouvent aussi. Un dôme militaire se situe au sommet avec un belvédère.
Une randonnée classique relie le Pico do Areeiro au point culminant de l'île, le Pico Ruivo, en 10 kilomètres et 1 000 mètres de dénivelé. Il faut compter 3 heures pour la compléter.

Vue panoramique depuis le Pico do Areeiro ; au centre : le sentier du Pico do Areeiro au Pico Ruivo.